# 赤溪镇 (台山市)
赤溪镇，是中华人民共和国广东省江门市台山市下辖的一个乡镇级行政单位。大广海湾经济区涵盖全镇。
是五邑地区唯一以客家人为主的镇。

## 歷史
清朝同治六年（公元1867年）2月，淸朝政府鑑於土客械鬥中，五邑本地人和客家人雙方都傷亡慘重，彼此的敵對關係已難以癒合；遂決定在新寧縣（台山市的前身）析置赤溪縣，1953年，赤溪縣撤消，併入台山縣。2003年，廣東江門中華白海豚省級自然保護區建設，2012年“廣東江門中華白海豚省級自然保護區管理處”成立，依法在保護區內展开工作和科研。2024年12月11日15時連接平沙鎮的通道建成通車，象山隧道、狮山隧道及黃茅海服務區于同日啓用。

## 行政区划
赤溪镇下辖以下地区：
赤溪圩社区、冲金村、田头村、长安村、长沙村、铜鼓村、护岭村、磅礴村、北门村、渡头村和曹冲村。

## 外部連結
台山赤溪鎮信息網
1. ↑  . 中国·国家地名信息库.
2. ↑  . 中华人民共和国国家统计局. 2023 （中文（中国大陆））.[]